# George Eustice
Charles George Eustice (nacido el 28 de septiembre de 1971) es un político británico y exejecutivo de relaciones públicas que ocupó el cargo de Secretario de Estado de Medio Ambiente, Alimentación y Asuntos Rurales entre 2020 y 2022. Miembro del Partido Conservador, se desempeñó como miembro del Parlamento (MP) por Camborne y Redruth de 2010 a 2024. 
En las elecciones al Parlamento Europeo de 1999, Eustice se postuló sin éxito como candidato del Partido de la Independencia del Reino Unido (UKIP) en el suroeste de Inglaterra. Posteriormente se unió al Partido Conservador y fue Director de Comunicaciones del CCHQ; y de 2005 a 2008, se desempeñó como Secretario de Prensa de David Cameron durante su mandato como líder de la oposición. En 2009, Eustice se unió a Portland Communications, una empresa de relaciones públicas.
Eustice fue elegido para la Cámara de los Comunes en 2010. En octubre de 2013, como parte de la reorganización ministerial del primer ministro David Cameron, Eustice fue nombrado Subsecretario Parlamentario de Estado para Agricultura, Pesca y Alimentación. El 11 de mayo de 2015 fue ascendido a ministro de Estado dentro del mismo departamento. Theresa May lo mantuvo en el cargo. Sin embargo, renunció el 28 de febrero de 2019. El 25 de julio de 2019, el primer ministro Boris Johnsonlo designó nuevamente en su cargo anterior. El 13 de febrero de 2020, se unió al Gabinete en sustitución de Theresa Villiers como Secretario de Estado de Medio Ambiente, Alimentación y Asuntos Rurales, cargo que ocupó hasta que la sucesora de Johnson, Liz Truss, lo destituyó al asumir el cargo en septiembre de 2022. En enero de 2023 anunció que no se presentaría a la reelección en las elecciones generales del Reino Unido de 2024. 

## Primeros años y carrera
Eustice nació el 28 de septiembre de 1971 en una familia de agricultores  en Penzance. Sus padres fueron Adele y Paul Eustice. Creció en Trevaskis Fruit Farm, cerca de Hayle. Recibió educación privada en la Truro Cathedral School  y luego en la Truro School, seguido de estudios en el Cornwall College, una institución estatal, en Pool. Fue miembro del Cornwall Athletic Club en Carn Brea, Camborne  y postuló para el equipo de cross country de Cornwall.[cita requerida] Tras completar su educación, trabajó durante nueve años en la granja de frutas familiar cerca de Connor Downs, en Cornualles. Asistió a Writtle College durante tres años.[cita requerida]

## Carrera política temprana
En las elecciones al Parlamento Europeo de 1999, Eustice se postuló sin éxito como candidato del Partido de la Independencia del Reino Unido (UKIP) en el suroeste de Inglaterra.
En 2000, Eustice fue nombrado director de campaña de "No", el grupo de campaña encargado de asegurar que el Reino Unido no adoptase el euro como moneda nacional.
Eustice se convirtió en jefe de prensa del líder del Partido Conservador Michael Howard durante las elecciones generales de 2005. Tras las elecciones, formó parte del equipo de campaña de liderazgo de David Cameron y, entre 2005 y 2008, se desempeñó como su secretario de prensa durante su mandato como líder de la oposición.. Al dejar la oficina de Cameron, George Eustice trabajó para Portland Communications, una empresa de relaciones públicas.
El 6 de diciembre de 2008, Eustice fue seleccionado como candidato oficial del Partido Conservador en representación del distrito electoral de Camborne y Redruth 

## Carrera parlamentaria

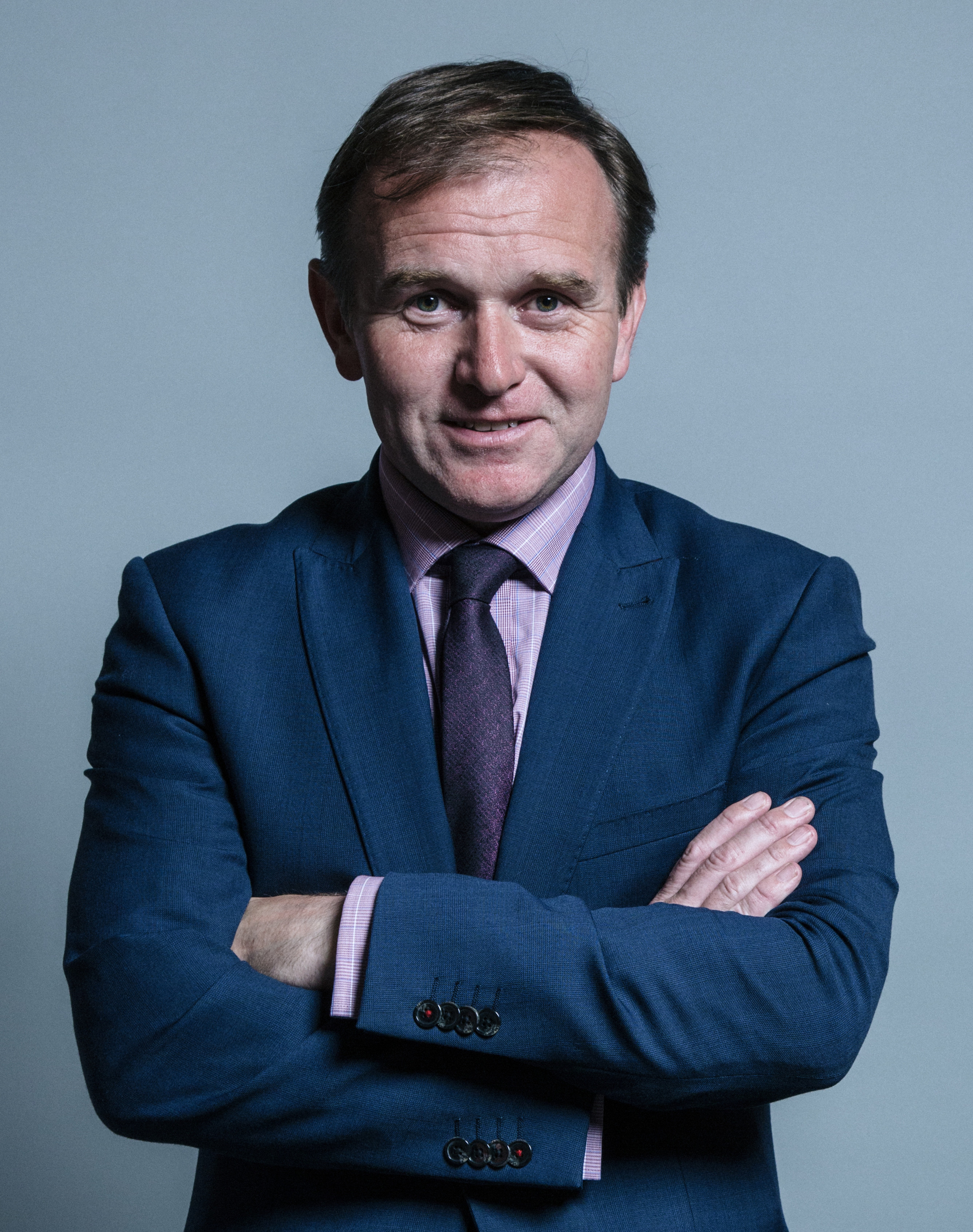
Retrato parlamentario oficial de Eustice de 2017

Eustice fue elegido miembro del Parlamento por Camborne & Redruth el jueves 6 de mayo de 2010 con una mayoría de 66 votos sobre la diputada titular liberal demócrata Julia Goldsworthy. El resultado sólo se confirmó después de un recuento. Obtuvo la segunda mayoría más pequeña de cualquier conservador elegido en las elecciones de 2010, sólo superada por la mayoría de 54 votos de Dan Byles en North Warwickshire, y la cuarta mayoría más pequeña de cualquier diputado. El 24 de junio de 2010 pronunció su primer discurso en la Cámara de los Comunes:  "Es un honor especial para mí representar a mi ciudad natal. Me crié entre Camborne y Hayle, en Cornualles, y mi familia ha vivido y trabajado en la zona durante más de 400 años. Cuando uno tiene raíces tan profundas en una circunscripción, siente una responsabilidad especial por su futuro a largo plazo". Más adelante en el mismo discurso dijo: "Mi prioridad número uno para la zona será la regeneración económica".
Eustice fue invitado a asumir un papel de liderazgo  en la campaña " No al referéndum AV " de 2011, supuestamente como resultado de su trabajo para Business for Sterling y el Grupo "No", que hizo campaña para preservar la libra y evitar la adopción del euro como moneda en el Reino Unido 
En septiembre de 2011, argumentó que el patrimonio de Cornualles debería ser administrado por una organización local de Cornualles en lugar de English Heritage.
En septiembre de 2011, Eustice, junto con otros dos parlamentarios conservadores, Andrea Leadsom y Chris Heaton-Harris, lanzó el Grupo Fresh Start con el objetivo de examinar las opciones para una nueva relación entre el Reino Unido y la UE. El 10 de junio de 2012 escribió un artículo en The Guardian, en el que defendía la permanencia del Reino Unido en la UE, pero buscando reformas desde dentro. El 10 de julio de 2012, el Grupo Fresh Start publicó un documento de investigación que, según el Financial Times, pedía "reducir el tamaño general del presupuesto de la UE, revisar la Política Agrícola Común a la que el Reino Unido invierte aproximadamente 1.000 millones de libras al año y repatriar los fondos estructurales".
El 17 de mayo de 2012, Eustice fue elegido miembro del Comité Ejecutivo del Comité 1922  como parte del "Grupo 301"  de parlamentarios recién electos.
Eustice ha apoyado la regulación legal a la regulación de la prensa independiente que surgió de las propuestas de Leveson. El 21 de junio de 2012, realizó una presentación a la investigación Leveson y escribió un artículo en The Guardian  instando tanto a periodistas como a políticos a respaldar una carta real (Royal Charter). En reacción a la carta, el escritor conservador Tim Montgomerie argumentó que ahora era más probable una mayor regulación de la prensa.
Eustice fue miembro del Comité Selecto de Medio Ambiente, Alimentación y Asuntos Rurales desde el 12 de julio de 2010 hasta noviembre de 2013 y del Comité Conjunto de Privacidad y Mandatos Judiciales entre julio de 2011 y marzo de 2012.
En abril de 2013, Downing Street anunció el nombramiento de Eustice para el "Consejo de Política Número 10", para asesorar a David Cameron en cuestiones de energía y medio ambiente. Eustice fue designado para trabajar en políticas conservadoras en lugar de políticas de coalición, junto con diputados de base como Jo Johnson, Jesse Norman y Peter Lilley.
En noviembre de 2012, The Daily Telegraph lo criticó por firmar una carta pidiendo una regulación más estricta de la prensa, alegando que anteriormente había sido objeto de cobertura mediática negativa. El periódico informó que anteriormente algunos sectores de la prensa lo habían apodado "Inútil" y que había tenido una relación difícil con los medios debido a su colaboración estrecha con David Cameron. Eustice respondió que el sistema existente tenía fallas y que "sería mucho mejor tener una regulación creíble e independiente mucho antes en el proceso".
El 7 de octubre de 2013, Eustice fue nombrado subsecretario parlamentario de Estado en el Departamento de Medio Ambiente, Alimentación y Asuntos Rurales, con responsabilidad encargado de agricultura y alimentación, pesca y medio ambiente marino, y salud animal. El 11 de mayo de 2015 fue ascendido a ministro de Estado de Agricultura, Pesca y Alimentación.
En mayo de 2016, se informó que Eustice era uno de los varios parlamentarios conservadores que estaban siendo investigados por la policía en la investigación sobre el gasto del partido en las elecciones generales del Reino Unido de 2015, por supuestamente gastar más que el límite legal en gastos de campaña para las elecciones de distrito electoral. En mayo de 2017, el Servicio de Fiscalía de la Corona afirmó que, si bien había pruebas de declaraciones de gastos inexactas, estas "no cumplían los requisitos" para tomar medidas adicionales.
En agosto de 2016, Eustice fue uno de los dos ministros de medio ambiente conservadores que fueron acusados por activistas ambientales de tener un conflicto de intereses por recibir subsidios para sus negocios familiares mientras participaban en el desarrollo de los planes para el sistema de reemplazo del apoyo agrícola de la UE.
Fue reelegido en las elecciones generales de 2015 y en las elecciones generales de 2017. Apoyó el Brexit en el referéndum sobre la permanencia en la UE en 2016. 
El 28 de febrero de 2019, Eustice presentó su renuncia como de ministro de Estado de Agricultura, Pesca y Alimentación, en protesta por la promesa de la primera ministra Theresa May de permitir que los parlamentarios votaran sobre la posibilidad de retrasar el Brexit si su acuerdo no logra aprobarse. Eustice declaró que "sería peligroso acudir a la UE con el límite en la mano en el último momento y pedir una prórroga".

### Secretario de Estado de Medio Ambiente, Alimentación y Medio Rural
El 13 de febrero de 2020, Eustice fue nombrado Secretario de Estado de Medio Ambiente, Alimentación y Asuntos Rurales, en sustitución de Theresa Villiers. Eustice calificó el cargo como su "trabajo soñado".
Más tarde, en febrero de 2020, durante una entrevista en Sky News, Eustice se negó a garantizar que el gobierno del Reino Unido prohibiría de forma explícitael uso de pollo clorado como parte de un acuerdo comercial entre el Reino Unido y los Estados Unidos. Describió los lavados con cloro en los pollos como "una tecnología muy obsoleta" y afirmó que el gobierno británico estaba comprometido con mantener altos estándares de seguridad alimentaria y bienestar animal, diciendo que "no había planes" para cambiar las leyes de estándares alimentarios.
Eustice fue criticado por su presunta cercanía a la industria agrícola y por haber permitir el sacrificio de tejones. El primer ministro Boris Johnson anunció el fin del sacrificio de tejones tras una ampliación de las licencias para el sacrificio supervisada por Eustice en 2020.
A finales de 2020, Eustice manifestó reiteradamente su apoyo al Proyecto de Ley de Mercado Interior, a pesar de que este último representa un incumplimiento de los compromisos formales asumidos por el gobierno conservador al que pertenece, y también una violación del derecho internacional. También afirmó que un huevo escocés constituía una comida sustancial según la ley, siempre que hubiera servicio de mesa.
En diciembre de 2020, durante una entrevista con Sky News, a Eustice se le mostraron imágenes de los aficionados del Millwall FC abucheando a los jugadores que se arrodillaban y se le pidió su opinión al respecto. Este comportamiento  ya había sido condenado como racista por la Liga de Fútbol Inglesa y la Asociación de Fútbol. Eustice se negó a condenar el comportamiento de los hinchas o a reconocerlo como racista, argumentando que no había visto el incidente y que "la cuestión de la raza y la discriminación racial es algo que todos tomamos muy en serio".
En enero de 2021, Eustice rompió el compromiso de su gobierno de mantener la prohibición del uso de pesticidas neonicotinoides, asociados con la disminución de los polinizadores. En mayo, Eustice anunció una nueva estrategia integral de bienestar animal que incluiría el Proyecto de Ley de Animales en Conservación, el Proyecto de Ley de Bienestar Animal (Sentimiento) y el Proyecto de Ley de Animales en el Extranjero. Estos proyectos de ley harían obligatoria la implantación de microchips en los gatos, reconocerían la sensibilidad de los animales vertebrados y prohibirían las exportaciones de animales vivos para su engorde y sacrificio. También anunció que el gobierno estudiaría la posibilidad de prohibir prácticas como la importación de foie gras, el enjaulamiento inhumano de aves de corral y el encierro inhumano de cerdas gestantes y lactantes.
Eustice fue destituido de su cargo por la primera ministra entrante, Liz Truss, el 6 de septiembre de 2022.

## Carrera post-parlamentaria
En enero de 2023, Eustice anunció que no se presentaría a las elecciones generales de 2024 y declarando que deseaba "la oportunidad de hacer una última carrera fuera de la política". Este anuncio se produjo tras encuestas que indicaban que los conservadores perderían su escaño ante el Partido Laborista con una caída del 17,3% en el porcentaje de votos.
En agosto de 2023, el Advisory Committee on Business Appointments (ACOBA) autorizó a Eustice a establecer una empresa de consultoría, con la condición de que cualquier cliente fuera aprobado por ACOBA hasta septiembre de 2024 para evitar darles acceso indebido a los departamentos gubernamentales. Según el informe de ACOBA, la consultoría de Eustice trabajaría con empresas de los sectores de tecnología agrícola, agroalimentario, gestión de residuos y agua. El St Ives Times &amp; Echo informó en noviembre de 2023 que la consultora, llamada Penbroath Ltd, había iniciado sus operaciones a trabajar en septiembre y había recibido una tarifa de £2000 de una empresa de gestión de residuos.

## Campañas de circunscripción
En agosto de 2010, Eustice expresó su apoyo a la decisión del Gobierno de invertir 5 millones de libras en la regeneración del puerto de Hayle tras dos meses de discusión. Según el periódico West Briton, Eustice había presionado a los ministros sobre el tema y además argumentó que las empresas sociales locales y los fideicomisos comunitarios deberían participar activamente en los planes de regeneración.
Eustice se comprometió en su campaña electoral a trabajar para reducir la carga de las tarifas del agua en los hogares de Cornualles. En una reunión del Comité Selecto de Asuntos Ambientales, Agrícolas y Rurales en octubre de 2010, planteó la cuestión de las tarifas de agua más altas que pagan los consumidores del suroeste de Inglaterra y desafió a Regina Finn, directora ejecutiva de Ofwat  a implementar las recomendaciones de la Revisión Walker  las cuales podrían reducir las tarifas de agua para los consumidores de la región.  En junio de 2013, Eustice expresó su apoyo al tercer subsidio anual financiado por los contribuyentes de £50 para todos los clientes de South West Water, que el ministro de Hacienda, George Osborne, anunció en la Revisión Integral del Gasto el 26 de junio. En noviembre de 2013, acogió con satisfacción la congelación de precios de South West Water hasta 2015. 
En marzo de 2013, Eustice solicitó que el Centro de Cornualles, la nueva instalación destinada a albergar el almacén de manuscritos históricos y materiales de Cornualles del condado, se estableciera en Redruth .  Eustice basó su elección de Redruth como lugar de ubicación en la fuerte tradición minera de la ciudad, que condujo a una migración generalizada por todo el mundo. La decisión de ubicar la instalación en Redruth se anunció en septiembre de 2013, algo que Eustice apoyó.
Antes de su elección, Eustice hizo campaña para asegurar fondos gubernamentales destinados a la construcción de una carretera de enlace este-oeste, con un costo de 27 millones de libras, en Tuckingmill, que conectaría Camborne, Pool y Redruth.. La carretera estaría diseñada para extenderse desde Wilson Way hasta Dolcoath Road. El Consejo de Cornualles también respaldó la propuesta, afirmando que la nueva carretera proporcionaría acceso a "áreas de desarrollo propuestas" y desviaría el tráfico de la A3047 y el cruce de East Hill. Además, reduciría la congestión y el ruido, mejoraría la calidad del aire y "permitiría que los proyectos de regeneración en la zona continúen en los próximos años, apoyando el crecimiento económico".
El proyecto recibió la aprobación del Departamento de Transporte el 26 de noviembre de 2012.  El 16 de mayo de 2013, Patrick McLoughlin, Secretario de Estado de Transporte, dio el primer paso simbólico al cortar el primer césped, marcando formalmente el inicio de las obras en la carretera de £27 millones. La construcción, que contó con una importante financiación del Fondo Europeo de Desarrollo Regional, se completó en noviembre de 2015.
Eustice lideró la oposición dentro del Partido Conservador  a los planes del Gobierno conservador de imponer el IVA a los alimentos calientes, una medida conocida como "pasty tax". Esta oposición derivó, según sus críticos, en un "cambio de rumbo" en la política gubernamental. Eustice celebró el cambio de posición del gobierno.  

## Vida personal
Eustice contrajo matrimonio con Katy Taylor-Richards en mayo de 2013, en una ceremonia que tuvo lugar en la capilla de Santa María Undercroft, situada en el Palacio de Westminster.  